# مسابقات قهرمانی کشتی آسیا ۲۰۰۱
کشتی قهرمانی آسیا ۲۰۰۱ پانزدهمین دوره از رقابت‌های قهرمانی آسیا می‌باشد که از ۵ تا ۱۰ ژوئن ۲۰۰۱ در اولان‌باتور، مغولستان برگزار گردید.

## جدول مدال‌ها
| رتبه            | کشور            | طلا | نقره | برنز | مجموع |
| --------------- | --------------- | --- | ---- | ---- | ----- |
| ۱               | ایران           | ۹   | ۴    | ۲    | ۱۵    |
| ۲               | ژاپن            | ۴   | ۱    | ۳    | ۸     |
| ۳               | مغولستان        | ۳   | ۳    | ۵    | ۱۱    |
| ۴               | چین             | ۲   | ۵    | ۵    | ۱۲    |
| ۵               | کرهٔ جنوبی       | ۲   | ۱    | ۱    | ۴     |
| ۶               | ازبکستان        | ۱   | ۳    | ۳    | ۷     |
| ۷               | کرهٔ شمالی       | ۱   | ۱    | ۰    | ۲     |
| ۸               | هند             | ۰   | ۲    | ۰    | ۲     |
| ۹               | قرقیزستان       | ۰   | ۱    | ۱    | ۲     |
| ۹               | قزاقستان        | ۰   | ۱    | ۱    | ۲     |
| ۱۱              | ترکمنستان       | ۰   | ۰    | ۱    | ۱     |
| مجموع (۱۱ کشور) | مجموع (۱۱ کشور) | ۲۲  | ۲۲   | ۲۲   | ۶۶    |

## رده‌بندی تیمی
| رتبه | آزاد مردان | آزاد مردان | فرنگی مردان | فرنگی مردان | آزاد زنان | آزاد زنان |
| رتبه | تیم        | امتیاز     | تیم         | امتیاز      | تیم       | امتیاز    |
| ---- | ---------- | ---------- | ----------- | ----------- | --------- | --------- |
| ۱    | ایران      | ۷۵         | ایران       | ۷۰          | چین       | ۵۵        |
| ۲    | مغولستان   | ۷۲         | ازبکستان    | ۵۶٫۵        | ژاپن      | ۵۲        |
| ۳    | هند        | ۴۳٫۵       | چین         | ۴۹          | مغولستان  | ۳۸٫۵      |
| ۴    | ژاپن       | ۴۳         | ژاپن        | ۴۸          | هند       | ۳۴        |
| ۵    | چین        | ۴۱         | کرهٔ جنوبی   | ۴۶          | تایوان    | ۳۰        |
| ۶    | کرهٔ جنوبی  | ۳۲         | قزاقستان    | ۴۳٫۵        | کرهٔ جنوبی | ۲۹        |
| ۷    | ازبکستان   | ۲۸         | هند         | ۳۶٫۵        | قرقیزستان | ۲۰        |
| ۸    | قزاقستان   | ۲۶         | مغولستان    | ۳۱          | ترکمنستان | ۱۷        |
| ۹    | قرقیزستان  | ۲۴         | قرقیزستان   | ۲۰          | قزاقستان  | ۶٫۵       |
| ۱۰   | کره شمالی  | ۱۹         | کره شمالی   | ۱۰          |           |           |

## خلاصه مدال‌ها

### آزاد مردان
| رویداد | طلا                               | نقره                               | برنز                                   |
| ۵۴ ک‌گ  | زونبایان تومندمبریلیین · مغولستان | So Chang-il · کرهٔ شمالی            | محمد اصلانی · ایران                    |
| ۵۸ ک‌گ  | بهنام طیبی · ایران                | Choi Ho-jin · کرهٔ جنوبی            | Luvsandambyn Enkhbayar · مغولستان      |
| ۶۳ ک‌گ  | Norjingiin Bayarmagnai · مغولستان | دامیر زاخارتدینوف · ازبکستان       | علی بابایی‌جعفری · ایران                |
| ۶۹ ک‌گ  | امیر توکلیان · ایران              | Ramesh Kumar · هند                 | Adiyaakhüügiin Boldsükh · مغولستان     |
| ۷۶ ک‌گ  | مهدی حاجی‌زاده · ایران             | Buyandelgeriin Batbayar · مغولستان | کونیهیکو اوباتا · ژاپن                 |
| ۸۵ ک‌گ  | پژمان درستکار · ایران             | Aslan Sanakoev · ازبکستان          | Narantsetsegiin Bürenbaatar · مغولستان |
| ۹۷ ک‌گ  | علیرضا حیدری · ایران              | Ganzorigiin Gankhuyag · مغولستان   | Alatengaoqier · چین                    |
| ۱۳۰ ک‌گ | گلگجامتسین اوسوخبایار · مغولستان  | علیرضا رضایی · ایران               | Chen Xingqiang · چین                   |

### فرنگی مردان
| رویداد | طلا                        | نقره                            | برنز                            |
| ۵۴ ک‌گ  | کانگ یونگ-گیون · کرهٔ شمالی | حسن رنگرز · ایران               | اوران کالیلوف · قرقیزستان       |
| ۵۸ ک‌گ  | علی اشکانی · ایران         | Ailinuer · چین                  | Savriddin Navruzov · ازبکستان   |
| ۶۳ ک‌گ  | مهدی نصیری · ایران         | Damirbek Assylbekuly · قزاقستان | Yoon Young-jin · کرهٔ جنوبی      |
| ۶۹ ک‌گ  | پرویز زیدوند · ایران       | Ruslan Biktyakov · ازبکستان     | Lian Chunzhi · چین              |
| ۷۶ ک‌گ  | Taichi Suga · ژاپن         | حسین مرعشیان · ایران            | Wang Gang · چین                 |
| ۸۵ ک‌گ  | Bae Man-ku · کرهٔ جنوبی     | Shingo Matsumoto · ژاپن         | Evgeniy Erofaylov · ازبکستان    |
| ۹۷ ک‌گ  | الکسی چاگلاکوف · ازبکستان  | رسول جزینی · ایران              | Zhassulan Almasbayev · قزاقستان |
| ۱۳۰ ک‌گ | علیرضا غریبی · ایران       | Song Jidong · چین               | Shermuhammad Quziev · ازبکستان  |

### آزاد زنان
| رویداد | طلا                        | نقره                               | برنز                               |
| ۴۶ ک‌گ  | Tomoe Oda · ژاپن           | تسوگتبازارین اینخجارگال · مغولستان | Tang Liqiong · چین                 |
| ۵۱ ک‌گ  | چیهارو ایچو · ژاپن         | Li Xuehua · چین                    | Naidangiin Otgonjargal · مغولستان  |
| ۵۶ ک‌گ  | Sun Dongmei · چین          | Sunita Sharma · هند                | Mariko Shimizu · ژاپن              |
| ۶۲ ک‌گ  | Ayako Shoda · ژاپن         | Su Huihua · چین                    | Ochirbatyn Myagmarsüren · مغولستان |
| ۶۸ ک‌گ  | وانگ شو · چین              | Yana Panova · قرقیزستان            | Olesýa Nazarenko · ترکمنستان       |
| ۷۵ ک‌گ  | Kang Min-jeong · کرهٔ جنوبی | Ma Bailing · چین                   | Mimi Sugawara · ژاپن               |

## کشورهای شرکت‌کننده
۱۹۳ ورزشکار از ۱۵ کشور به رقابت پرداختند.
| - چین (۲۱) - تایوان (۱۱) - هند (۲۱) - ایران (۱۶) - ژاپن (۲۱) | - قزاقستان (۱۶) - قرقیزستان (۱۴) - مالزی (۲) - مغولستان (۲۲) - کره شمالی (۴) | - فیلیپین (۳) - قطر (۶) - کرهٔ جنوبی (۱۸) - ترکمنستان (۶) - ازبکستان (۱۲) |